# Fórmula empírica (ingeniería)
En ingeniería y otras ciencias aplicadas, se entiende por fórmula empírica una expresión matemática que sintetiza, por medio de regresiones, correlaciones u otro medio numérico, una serie resultados observados en diversos ensayos, sin que sea necesario para ello disponer de una teoría que la sustente. 

### Ejemplos en ingeniería
Por ejemplo, ver en evaporación la fórmula propuesta por Visentini.[cita requerida]